# Sieg Howdy!
Sieg Howdy! (рус. Зиг-привет!) — студийный альбом панк-рок-музыканта Джелло Биафра и сладж-метал-группы Melvins, который был издан в 2005 году на лейбле Alternative Tentacles.

## Об альбоме
Альбом состоит из песен, записанных во время сессий альбома Never Breathe What You Can't See (2004), но не попавших в него, плюс четыре ремикса на песни из указанного альбома. Вступительный трек «Halo Of Flies» является кавером на классическую песню Элиса Купера. Песня имеет особое значение для Джелло Биафра и Melvins, поскольку Биафра впервые стал свидетелем живого выступления Melvins во время её исполнения.

## Список композиций
| №   | Название                                                  | Длительность |
| --- | --------------------------------------------------------- | ------------ |
| 1.  | «Halo of Flies (кавер на Элиса Купера)»                   | 7:43         |
| 2.  | «The Lighter Side of Global Terrorism»                    | 7:57         |
| 3.  | «Lessons in What Not to Become»                           | 4:06         |
| 4.  | «Those Dumb Punk Kids (Will Buy Anything)»                | 3:15         |
| 5.  | «Kali-fornia über alles 21st Century (концертная запись)» | 2:33         |
| 6.  | «Wholly Buy Bull»                                         | 2:33         |
| 7.  | «Voted Off the Island»                                    | 3:19         |
| 8.  | «Dawn of the Locusts (ремикс Dälek)»                      | 5:41         |
| 9.  | «Enchanted Thoughtfist (ремикс Эла Йоргенсена)»           | 5:09         |
| 10. | «Caped Crusader (subway gas/hello kitty mix)»             | 7:34         |

## Над альбомом работали

### Участники группы
- Базз Осборн — гитара, бэк-вокал
- Кевин Рутманис — басс
- Дейл Кровер — ударные
- Джелло Биафра — вокал

### Приглашённые музыканты
- Дейв Стоун — басс («Voted Off the Island»)
- Майк Скассия — гитара («Enchanted Thoughtfist»)
- Адам Джонс — гитара («Lessons in What Not to Become», «Voted Off the Island», «Dawn of the Locusts», «Enchanted Thoughtfist» и «Caped Crusader»)

### Прочие
- Тоши Касаи — звукорежиссура
- Мэтт Келли — звукорежиссура
- Маки Осборн — дизайн обложки альбома
- Камила Роуз Гарсия — иллюстрации
- Эл Йоргенсен — ремикшеринг